# ハイドロカルチャー
ハイドロカルチャー（Hydroculture）とは、ハイドロが水、カルチャーが栽培と訳す用語である。いわゆる「土」を使わない“水（耕）栽培”のことで、従来の鉢物のように鉢下に水抜き穴を必要とせず、よって室内では余水の受け皿もいらなくなる。保水内容物に着目することから、ヒヤシンスのような直接水に根付かせる球根類の水栽培とは区分される。土によるテーブルや手の汚れをなくし、内容物のイオン効果で害虫を寄せ付けず、またその自浄作用で水やり（取り換え）の回数を激減させて、つまり鉢そのものを軽くもしたという点で、「グリーンインテリア」の中では画期的な栽培方法であり、未来の農法（園芸法）といえる。

## 種類
ハイドロカルチャー、特に園芸用に市販されるものの鉢内容物には、以下の三つがある。
- 保水を伴う気泡の多い焼土を使ったもの
- 超吸収性ポリマーにより保水性を高めたもの
- 灰や炭などを使い殺菌・浄化作用を高めたもの